# Verblendung (Geistesgeschichte)
Verblendung ist ein Grundthema der europäischen Geistesgeschichte, von den homerischen Epen über die Theologie bis zur modernen Philosophie. Die Bedeutungsbreite reicht von „Verwirrung der Sinne“ und „Wahnvorstellung“ über „Blindheit des Geistes“ (lateinisch caecitas mentis, caecitas animi oder excaecatio) und „Gottlosigkeit“ bis hin zur modernen Deutung als „Realitätsverweigerung“.

## Antiker Begriff
Allgemein ist seit der Antike die Verblendung eine von den Göttern gesandte Verwirrung der Sinne, aus der Fehlhandlungen und Schaden entstehen. Religiös verstanden, sind Verblendung und Fehlhandlung in der Taubheit gegen göttliches Gebot begründet.
In der Ilias wirft Agamemnon Moira, Zeus und Erinys vor, ihm die „wilde Verblendung“ in seinen Intellekt geworfen zu haben; sein Gegenspieler Achilles beklagt, dass Vater Zeus die Menschen tief in die Verblendung stürze. In dieser Perspektive kommt die Verblendung, gesandt von der übermächtigen Gottheit, als Schicksal über die Menschen: Ate „schreitet über den Häuptern der Menschen und verstrickt wenigstens einen von beiden in Verblendung“.
In Hesiods Theogonie ruiniert die Verblendung die Bande des Gemeinwesens. Sie wird als Folge der sie verursachenden menschlichen Hybris begriffen.
Die Tragiker beschreiben die Verblendung intellektuell als Torheit und Unvernunft. Bei Sophokles zeigt die Verblendung generell die menschliche Blindheit, die Verfangenheit des Menschen in bloße Doxa (Meinung), seine Anfälligkeit für Täuschung und Selbsttäuschung. Die Erkenntnis der Wahrheit erfolgt erst durch Leiden. In der Antigone heißt es: „Wen der Gott verderben will, den schlägt er zuerst mit Blindheit.“

## Biblisch-theologische Perspektive
Beim Evangelisten Johannes erscheint die Verblendung als ein Zeichen des Unglaubens (Joh. 12,40), Gott bleibt die allgemeine Ursache menschlicher Erleuchtung. Nach Paulus hat Gott den Sinn der Ungläubigen verblendet. Augustinus definiert die „Verblendung des Geistes“ und die „Verfinsterung des Herzens“ sündentheologisch als Strafe für Hochmut.
Bei Thomas von Aquin opponieren die Stumpfheit des Sinnes (hebetudo sensus) und die Gabe der Einsicht (donum intellectus) gegeneinander. In seiner Lehre von der „willentlichen Unwissenheit“ (ignorantia voluntaria) spricht er der Geistesblindheit den Charakter der Sünde zu, sofern sie willentlich ist. Verblendung als spirituelle Blindheit und Verstockung (induratio) können aber auch auf göttliche Zurückhaltung der Gnade zurückzuführen sein, als Strafe zur heilsamen Demütigung des Sünders.

## Moderne
Der moderne Verblendungsbegriff bezieht sich auf Realitätsverleugnung.
Martin Heidegger („Seinsvergessenheit“) und Theodor W. Adorno kommen unter Rückgriff auf den Verblendungsbegriff der griechischen Tragödie zu einer Zeitdiagnose. Bei Heidegger heißt es seinsgeschichtlich, es bestehe eine „Verblendung gegen die äußerste Not des Seins in der Gestalt der herrschenden Notlosigkeit inmitten aller Bedrängnis des Seienden“ (Nietzsche Bd. 2, 1961, S. 393). Adorno fragt ideologiekritisch nach dem Wahn und der Verblendung, die in jeder Gesellschaft das kollektive Bewusstsein konstituieren. Schon in der Dialektik der Aufklärung hatten er und Max Horkheimer den Rückfall der historischen Aufklärungsprozesse in Mythologie thematisiert. Adorno sieht einen Verblendungszusammenhang in Geschichte und Gesellschaft und fragt, inwieweit die Kunst in der Lage sei, den Verblendungszusammenhang zu „durchschlagen“. Er versteht seine negative Dialektik als „Abdruck des universalen Verblendungszusammenhangs und dessen Kritik“.
Weniger aporetisch als Adorno versucht Jürgen Habermas, den Verblendungszusammenhang als „Zwangszusammenhang“ eines noch nicht mit Willen und Bewusstsein vollzogenen historischen Prozesses zu begreifen. Der Zwangszusammenhang könne mit Hilfe der emanzipatorischen Kraft der Kommunikation aufgelöst werden.